# Centre Acadèmic d’Escalada
El Centre Acadèmic d’Escalada (CADE) és una secció del Centre Excursionista de Catalunya, fundat el 1942 per Lluís Estasen, que també fou el seu primer president.
El CADE va néixer un 15 d’abril del 1942 quan un grup d’escaladors, a petició de la Secció de Muntanya del CEC, es va decidir a formar un organisme específic per a l'ensenyament de l'escalada. D’aquesta manera va néixer el Centre Acadèmic d’Escalada, més conegut com a CADE. Aquest aplega als practicants de l'escalada, amb la finalitat d’estudiar les modernes tècniques i de divulgar-les, així com també la formació de nous escaladors, per tal d'evitar accidents, i la formació d'un grup destacat d'alpinistes. Els seus membres han dut a terme un gran nombre de “primeres”, especialment de Montserrat. Ha impulsat notablement l'alpinisme femení. Inicialment es creà com a part de la secció de Muntanya del CEC, i a finals de la dècada de 1990 es constituí en secció autònoma. El 1943 organitzà el primer curs oficial d’escalada i publicà llibres com Escalada, d’Ernest Mallafré, i Escalada sobre roca, de Josep Ponte. Amb els anys, el CADE va realitzar un salt qualitatiu, quan les seves ascensions es van situar a nivells equiparables amb els de l'entorn alpinístic dels països tècnicament més avançats.